# Daniel Itzig
Daniel Itzig, né le 18 mars 1723 à Berlin et mort le 17 mai 1799, est un juif de cour auprès de Frédéric II et Frédéric-Guillaume II du Royaume de Prusse.

## Biographie
Itzig est un banquier associé avec Feitel (Efraim) Heine. Ensemble, ils possèdent des usines pour le pétrole et le plomb. Pendant la guerre de Sept Ans, il aide Frédéric le Grand. Après la guerre, il est nommé directeur de la Monnaie, et est le banquier de la cour de Prusse de Frédéric-Guillaume II en 1797. Itzig est l'un des très rares Juifs en Prusse à recevoir des privilèges de la citoyenneté à part entière. Il devient extraordinairement riches en conséquence.
En collaboration avec son gendre David Friedländer, Itzig est nommé à la tête d'un comité qui examine les moyens d'améliorer le statut civil et social juif en Prusse. Il finance les premiers membres du mouvement Haskala.
En 1761, il commence à planifier une école pour les pauvres garçons juifs à Berlin, et en 1778, avec son gendre Daniel Friedländer, il ouvre la première « école libre » (Freischule) appelé Hinuch Neorim.
Itzig est le chef officiel de la communauté juive de Berlin et de Prusse de 1764 jusqu'à sa mort en 1799.

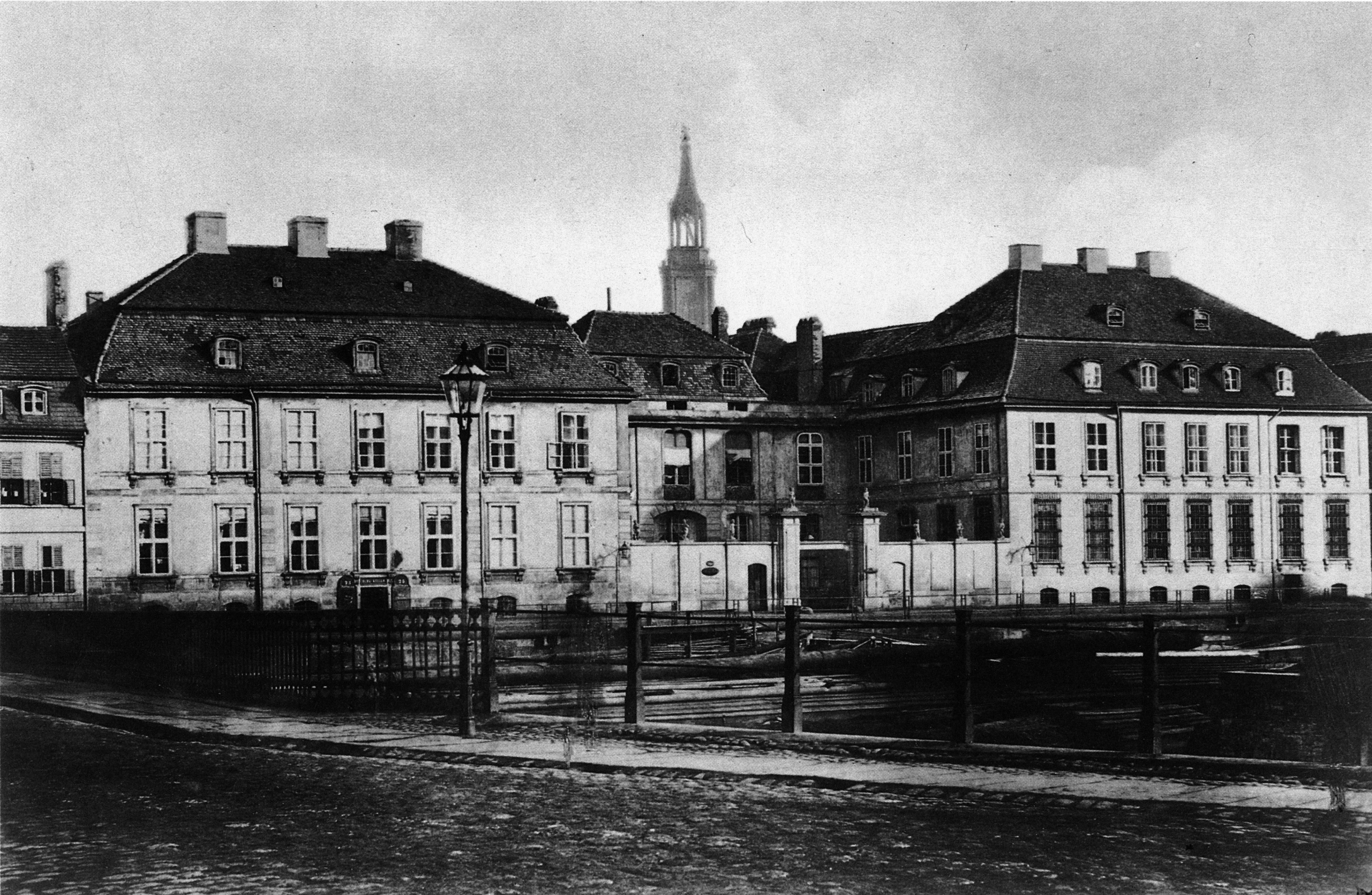
Le palais Itzig à Berlin.

Marié à Miriam Wulff, une descendante de Moïse Isserlès et de Joseph ben Mordechai Gershon (en), il est le père de Isaak Daniel Itzig (de) et de Fanny von Arnstein, ainsi que le beau-père de David Friedländer et de Bernhard von Eskeles. Grand-père de Julius Eduard Hitzig, deux de ses petites-filles épousent deux des fils de Moses Mendelssohn, dont Abraham Mendelssohn Bartholdy. Il est l'arrière grand père de Felix Mendelssohn, de Fanny Mendelssohn, de Kurt Hensel et de Adolf von Baeyer.